# 竹已
竹已，中国女性小说家。目前進駐在晋江文学城，其專欄名稱為「咦」。

## 小说作品
| 系列     | 出版年份 | 書名                   |
| 校園愛情 | 2016年   | 《聲聲引你》           |
| 校園愛情 | 2017年   | 《她病得不輕》         |
| 校園言情 | 2018年   | 《奶油味暗戀》         |
| 都市言情 | 2017年   | 《總有顆星星在跟蹤我》 |
| 都市言情 | 2017年   | 《多寵着我點》         |
| 都市言情 | 2018年   | 《敗給喜歡》           |
| 都市言情 | 2019年   | 《偷偷藏不住》         |
| 都市言情 | 2020年   | 《難哄》               |
| 都市言情 | 2021年   | 《折月亮》             |

## 影視化作品
| 播出年份     | 影視作品       | 劇集主演       | 擔任角色 | 備註                                                   |
| 2020年       | 全世界最好的你 | 宋伊人、張耀   | 原著编剧 | 未參與影視化編劇，僅是該劇原著《奶油味暗戀》的小說編劇 |
| 2023年       | 當我飛奔向你   | 周翊然、張淼怡 | 原著编剧 | 未參與影視化編劇，僅是該劇原著《她病得不輕》的小說編劇 |
| 2023年       | 偷偷藏不住     | 趙露思、陳哲遠 | 原著编剧 | 未參與影視化編劇，僅是該劇原著《偷偷藏不住》的小說編劇 |
| 2025年       | 難哄           | 白敬亭、章若楠 | 編劇     | 原著《難哄》                                           |
| 改編籌備階段 | 折月亮         | —              |          | 原著《折月亮》                                         |

## 獲獎紀錄
- 2018年，憑藉作品《奶油味暗恋》获晋江文学城2018年现代言情年度盘点十佳作品。
- 2019年，憑藉作品《偷偷藏不住》获晋江文学城2019年现代言情年度盘点十佳作品。
- 2020年，憑藉作品《难哄》入选中国网络文学影响力榜（2020年度）IP改编影响力榜。[2]
- 2020年，憑藉作品《难哄》获晋江文学城2020年现代言情年度盘点十佳作品。